# 価値形態
価値形態（ドイツ語:Wertform,英語：form of value、「価値の形式」、「価値相」）とは、マルクス経済学における価値に関し、その形態（形式）をいう学術語の一つである。『資本論』の冒頭章において、商品の二要因、使用価値と価値のうち、後者の価値に関して、その実体（本質）と量及び形態（形式）が論じられている。その「形態」が特に取り上げられ「価値形態論」と呼ばれる場合は、『資本論』再版第1章「商品」第3節「価値形態または交換価値」において論じられる貨幣形態のGenesis（創生史）を指す。

## 各種形態
初版において、第一、第二と番号付けされていたので番号で呼ばれることも多い。初版とは若干の違いがあるが、ここでは再版において於いて論じられる方式で記述し、（）に初版での番号を付す。

### Ａ.簡単な、個別的または偶然的な価値の形態
（第一形態）
x量の商品A = y量の商品B　（または　x量の商品A は y量の商品Bに値する）

### Ｂ.総体的または展開された価値形態
（第二形態）
ｚ量の商品Ａ＝　ｕ量の商品Ｂ　または
　　〃　　　＝　ｖ量の商品Ｃ　または
　　〃　　　＝　ｗ量の商品Ｄ　または  .....

### Ｃ.一般的な価値形態
（第三形態）
ｕ量の商品Ｂ＝ｚ量の商品Ａ
ｖ量の商品Ｃ＝　　〃
ｗ量の商品Ｄ＝　　〃　　　　.....

### Ｄ.貨幣形態
（初版には第四形態があるが、それは貨幣形態ではない。したがってこのＤ項を第四形態と呼ぶのは要らぬ混乱をもたらすであろう。）
ｚ量の商品Ａ＝2オンスの黄金
ｕ量の商品Ｂ＝　　〃
ｖ量の商品Ｃ＝　　〃
ｗ量の商品Ｄ＝　　〃　　　　　.....